# Men in Black
Men in Black (bra: Homens de Preto ou MIB - Homens de Preto; prt: Homens de Negro ou MIB - Homens de Negro) é um filme americano de ficção científica de 1997. Dirigido por Barry Sonnenfeld, estrelado por Tommy Lee Jones como Kevin (Agent K) e Will Smith como James (Agent J). O filme foi baseado na série de histórias em quadrinhos de mesmo nome, criada por Lowell Cunningham, publicada originalmente pela Aircel Comics (posteriormente comprada pela Malibu Comics, pertencente à Marvel Comics). O filme apresenta os efeitos especiais de criaturas e maquiagem de Rick Baker, que receberia o Oscar de Melhor Maquiagem. O filme foi lançado em 2 de julho de 1997 pela Columbia Pictures e arrecadou mais de 587 milhões de dólares em todo o mundo contra um orçamento de 90 milhões de dólares. Foi seguido pelas sequências Men in Black II, Men in Black III e Men in Black: International, bem como uma série animada.

## Elenco
| Personagem                             | Ator/Atriz          |
| -------------------------------------- | ------------------- |
| Agente K "Kay"                         | Tommy Lee Jones     |
| James Edwards / Agente J "Jay" "Slick" | Will Smith          |
| Dr. Laurel Weaver / Agente L "Ellie"   | Linda Fiorentino    |
| Edgar                                  | Vincent D'Onofrio   |
| Chefe Zed                              | Rip Torn            |
| Beatrice                               | Siobhan Fallon      |
| Gentle Rosenburg                       | Mike Nussbaum       |
| Frank (voz)                            | Tim Blaney          |
| Jeebs                                  | Tony Shalhoub       |
| Sra. Edelson                           | Norma Jean Groh     |
| Reggie Redgick                         | Patrick Breen       |
| Newton, Assistente do Necrotério       | David Cross         |
| Inspetor de Polícia                    | Willie C. Carpenter |
| Zap-Em Exterminador                    | Ken Thorley         |

## Principais prêmios e indicações
Oscar 1998 (EUA)
- Vencedor na categoria melhor maquiagem.
- Indicado também nas categorias melhor trilha sonora - comédia ou musical e melhor direção de arte.

Globo de Ouro 1998 (EUA)
- Recebeu uma indicação na categoria melhor filme - comédia/musical.

Grammy 1998 (EUA)
- Recebeu uma indicação na categoria de melhor trilha sonora de filme.

Prêmio Saturno 1998 (Academy of Science Fiction, Fantasy & Horror Films dos EUA)
- Vencedor nas categoria melhor filme de ficção científica, melhor ator coadjuvante (Vincent D'Onofrio) e melhor música.

MTV Movie Awards 1998 (EUA)
- Vencedor nas categorias melhor canção para cinema (Men in Black), melhor luta (Will Smith).
- Indicado nas categorias de melhor atuação em comédia (Will Smith) e melhor dupla de cinema (Will Smith e Tommy Lee Jones).

BAFTA 1998 (Reino Unido)
- Indicado na categoria de melhores efeitos especiais.